# Kistkowiec frędzlouchy
Kistkowiec frędzlouchy (Rheithrosciurus macrotis) – gatunek ssaka z rodziny wiewiórkowatych (Sciuridae) występujący endemicznie na Borneo: w Brunei, Kalimantan, Sabah i Sarawak. Jedyny przedstawiciel rodzaju kistkowiec (Rheithrosciurus). Kistkowiec frędzlouchy zasiedla obszary leśne na terenach górzystych, jednak brak informacji na temat występowania w innych typach siedlisk.